# Kolsjön, Närke
Kolsjön är en sjö i Askersunds kommun i Närke och ingår i Motala ströms huvudavrinningsområde. Sjön är 20 meter djup, har en yta på 0,085 kvadratkilometer och är belägen 116,2 meter över havet.

## Delavrinningsområde
Kolsjön ingår i det delavrinningsområde (652189-144497) som SMHI kallar för Rinner till Vättern - Duvfjärden. Medelhöjden är 117 meter över havet och ytan är 33,46 kvadratkilometer. Det finns inga avrinningsområden uppströms utan avrinningsområdet är högsta punkten. Skyllbergsån (Joxtorpsån) som avvattnar avrinningsområdet har biflödesordning 2, vilket innebär att vattnet flödar genom totalt 2 vattendrag innan det når havet efter 147 kilometer. Avrinningsområdet består mestadels av skog (65 procent) och jordbruk (22 procent). Avrinningsområdet har 0,86 kvadratkilometer vattenytor vilket ger det en sjöprocent på 2,6 procent.